# متكاورة تيبلية
متكاورة تيبلية (الاسم العلمي:Sphaerophorus tibellii) هي نوع من الفطريات تتبع جنس المتكاورة من فصيلة المتكاورات.